# Allium schoenoprasoides
Allium schoenoprasoides är en amaryllisväxtart som beskrevs av Eduard August von Regel. Allium schoenoprasoides ingår i släktet lökar, och familjen amaryllisväxter. Inga underarter finns listade i Catalogue of Life.